# Weinitzen
Weinitzen è un comune austriaco di 2 604 abitanti nel distretto di Graz-Umgebung, in Stiria.